# Giovanni Giacomo Barba
Giovanni Giacomo Barba ou Jean Jacques Barba (1490 – 1 de Outubro de 1565) foi um prelado católico romano que serviu como bispo de Terni (1553–1565) e bispo de Teramo (1546–1553).

## Biografia
Giovanni Giacomo Barba nasceu em Nápoles, na Itália, em 1490 e foi ordenado sacerdote na Ordem de Santo Agostinho. No dia 26 de Maio de 1546, foi nomeado durante o papado de Paulo III como Bispo de Teramo. A 6 de Junho de 1546, foi consagrado bispo por Girolamo Maccabei de Toscanella, Bispo de Castro del Lazio, com Cristoforo Spiriti, Bispo de Cesena, e Luigi Magnasco di Santa Fiora, Bispo de Assis, servindo como co-consagradores. A 3 de Julho de 1553, foi nomeado durante o papado de Júlio III como Bispo de Terni, onde serviu até à sua morte a 1 de Outubro de 1565.

## Sucessão episcopal
| Sucessão episcopal de Giovanni Giacomo Barba |
| --- |
| Enquanto bispo, foi o consagrador principal de: - Paolo de Cupis, Bispo de Montepeloso (1546); - Filippo Roccabella, Bispo de Macerata (1546); - Pierre de Affatatis, bispo de Accia (1547); - Teodoro Isidoro Clarius de Brescia, Bispo de Foligno (1547); - Bartolomeo Albani, bispo de Sessa Aurunca (1547); - Filippo Angelo Seragli, bispo de Modruš (1547); - Nicolò Vernely, Bispo de Bagnoregio (1547); - Michele della Torre, Bispo de Ceneda (1547); - Bernardino Maffei, bispo de Massa Marittima (1547); - Rodrigo Vázquez, Bispo Auxiliar de Massa Marittima (1551); - Antonio Bernardo de Mirandola, bispo de Caserta (1552); - Giovanni Andrea Candido, bispo de Gerace (1552); - James Beaton, Arcebispo de Glasgow (1552); - Giulio Giovio, Bispo Coadjutor de Nocera de' Pagani (1553); - Giulio Canani, Bispo de Adria (1554); - Antonio Agustín y Albanell, Bispo de Alife (1557); - Gianantonio Capizucchi, Bispo de Lodi (1557); - Angelo Massarelli, bispo de Telese o Cerreto Sannita (1557); - Giovanni Antonio della Tolfa, Bispo de São Marcos (1557); - Odoardo Gualandi, Bispo de Cesena (1557); e - Costantino Bonelli, bispo de Città di Castello (1560). e o co-consagrador principal de: - Bartolomeo Guidiccioni, bispo de Téramo (1546); - Girolamo Seripando, Arcebispo de Salerno (1554); - Brandelisio Trotti, bispo de Saint-Jean-de-Maurienne (1560); - Flávio Orsini, Bispo de Muro Lucano (1561); e - Annibale Saraceni, bispo de Lecce (1561). |